# Punta Allen
Punta Allen, formeel Javier Rojo Gómez, is een badplaats in de Mexicaanse deelstaat Quintana Roo. Punta Allen heeft 277 inwoners (census 2005) en is gelegen in de gemeente Tulum.
Punta Allen is gelegen aan de zuidpunt van een lange en smalle landtong die de Bahía de la Ascensión scheidt van de Caribische Zee, en is gelegen in het biosfeerreservaat Sian Ka'an. Punta Allen geldt als de zuidelijkste badplaats van de Riviera Maya. Het dorp is bereikbaar via een onverharde en hobbelige weg van 43 kilometer. Van hieruit kunnen boottochten door de mangrovebossen en langs de atollen en het koraalrif gehouden worden.

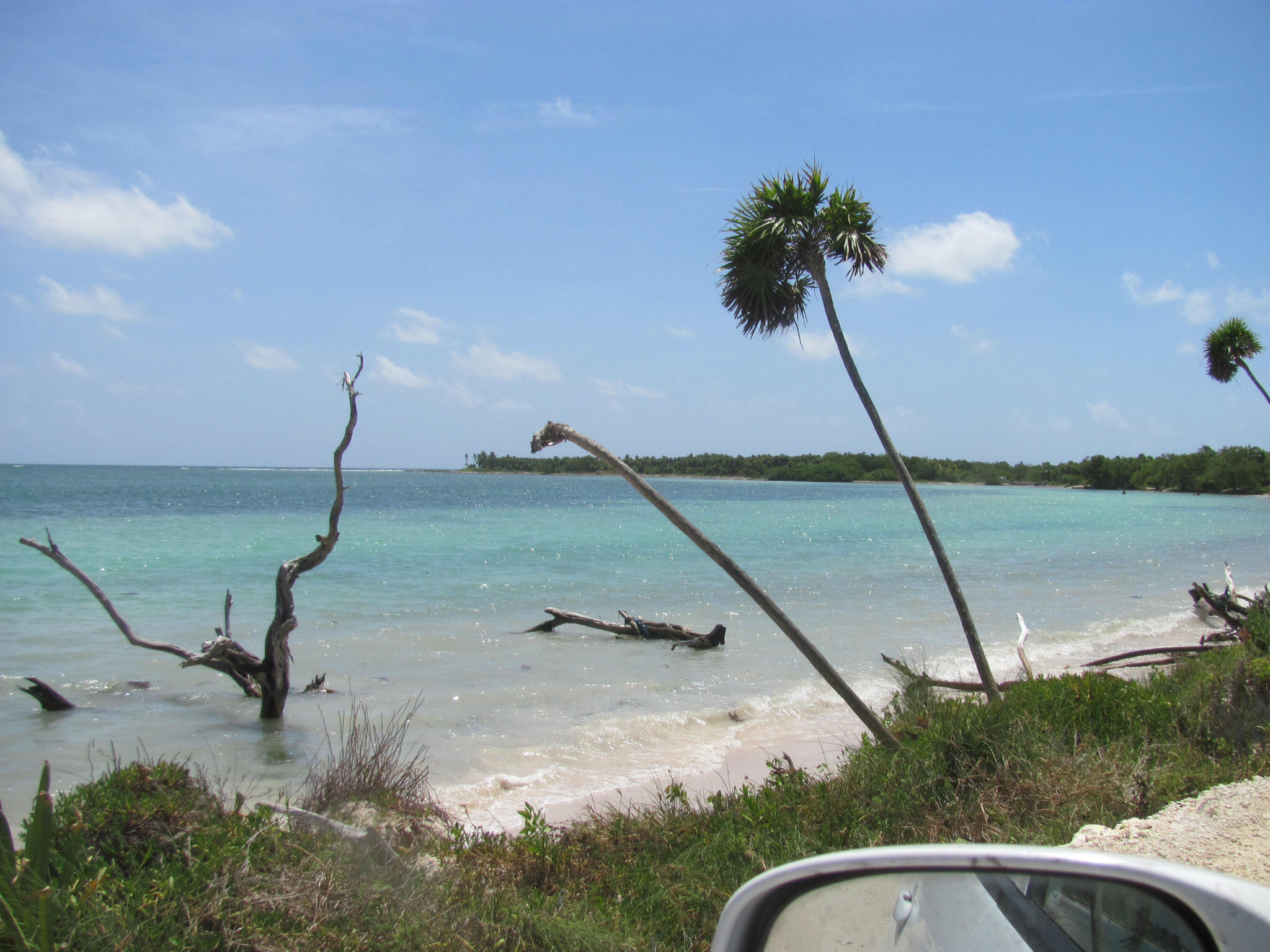
Weg langs het strand

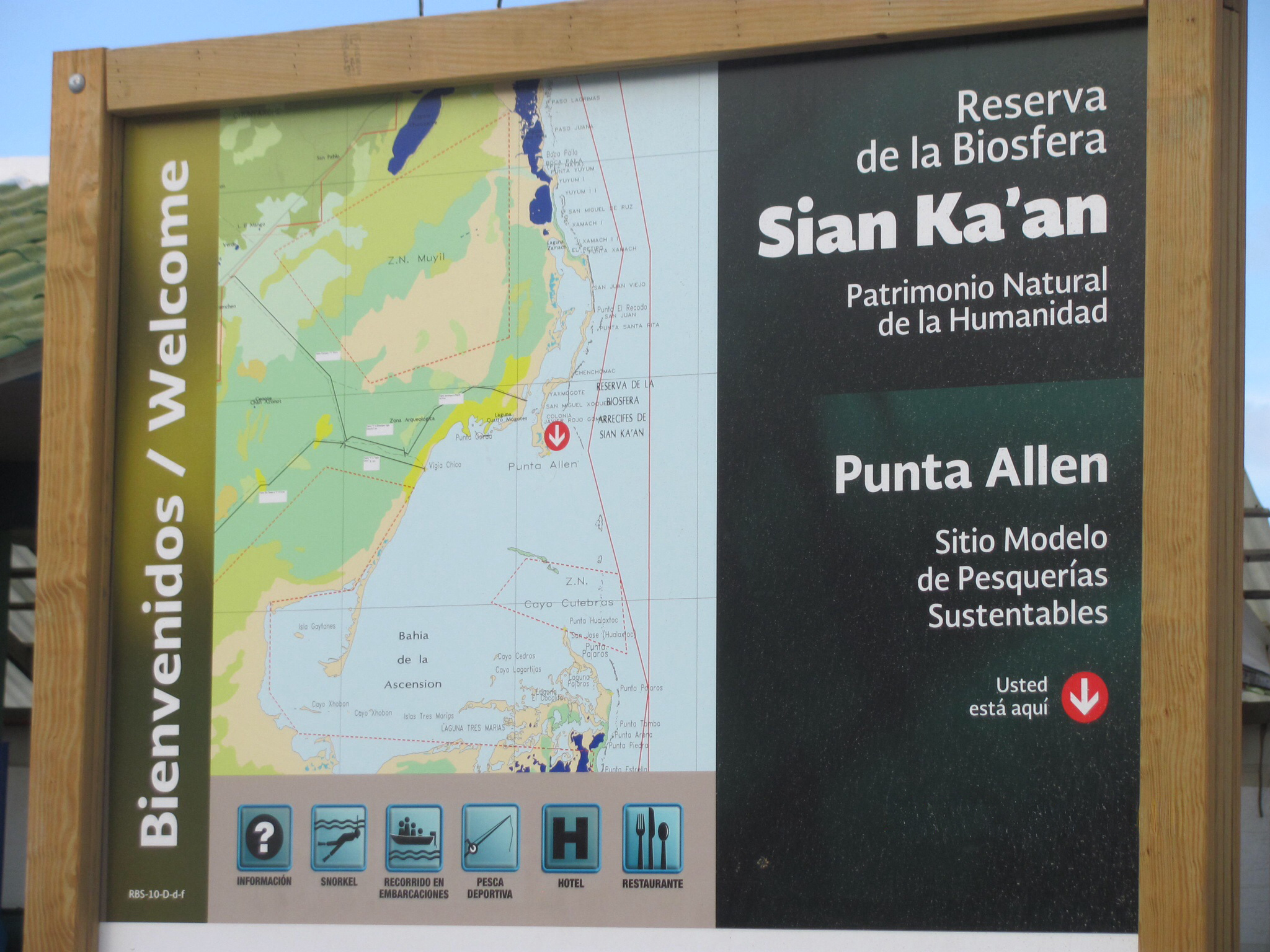
Informatiebord van het biosfeerreservaat